# Filharmonia Podkarpacka

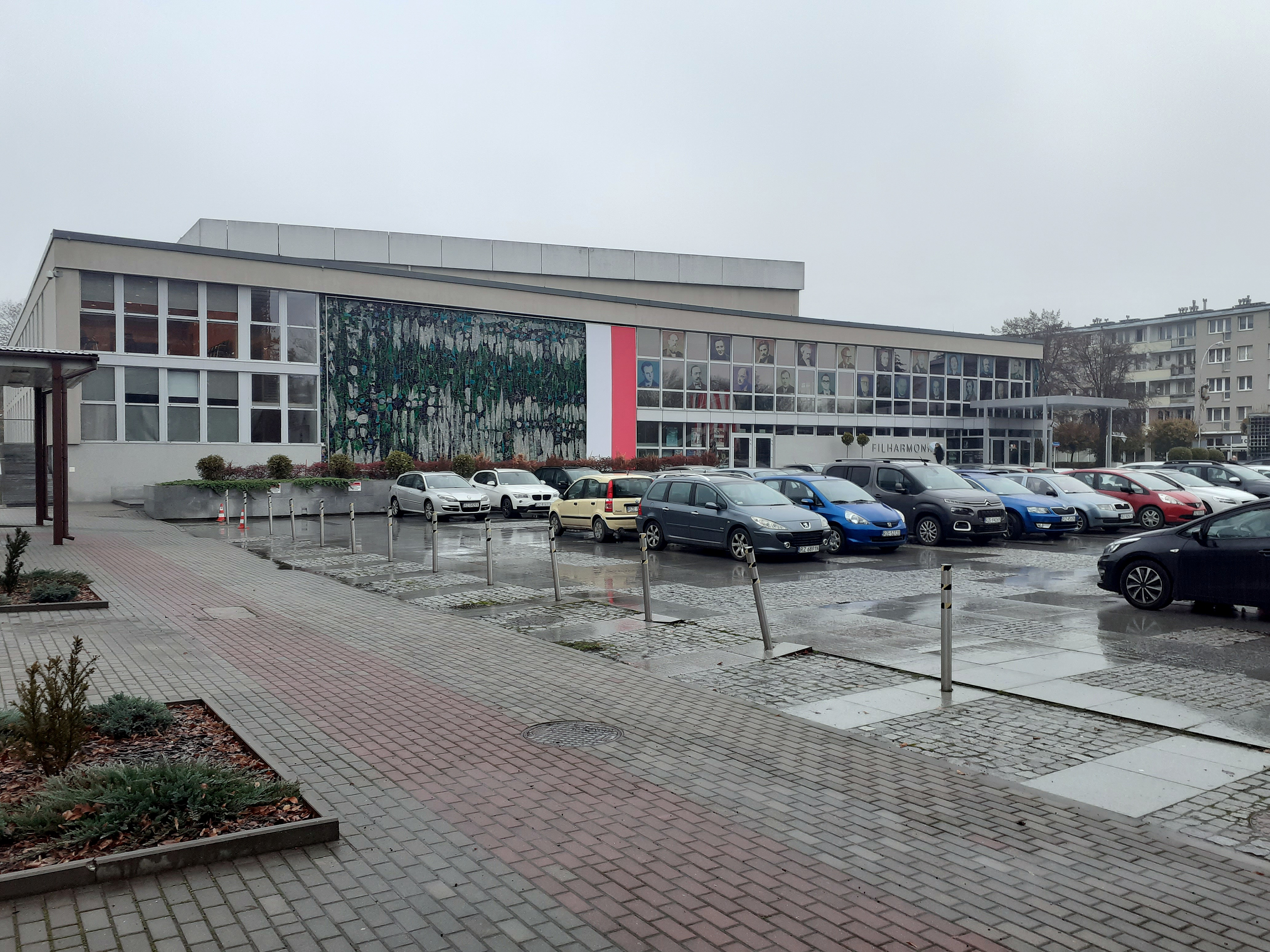
Filharmonia Podkarpacka (2022)

Filharmonia Podkarpacka im. Artura Malawskiego – filharmonia w Rzeszowie. Jej gmach znajduje się przy ulicy Fryderyka Chopina 30, w pobliżu starówki i rzeszowskiego zamku.

## Historia
Początki filharmonii sięgają 1955, kiedy odbył się koncert Wojewódzkiej Orkiestry Symfonicznej w Rzeszowie, który inaugurował rozpoczęcie pierwszego sezonu. Po czterech latach orkiestrę upaństwowiono i przemianowano na Państwową Orkiestrę Symfoniczną, zaś w 1967 powołano Filharmonię Rzeszowską imienia Artura Malawskiego. W styczniu 1974 zakończono budowę nowego budynku, w którym znajdują się sala koncertowa z amfiteatralną widownią na 800 miejsc oraz sala kameralna na 200 miejsc.
Filharmonia Rzeszowska od 1962 jest współorganizatorem corocznego Festiwalu Muzyki w Łańcucie.
W 2010 zakończył się remont budynku filharmonii, w jego trakcie zmieniono nazwę na Filharmonię Podkarpacką.
Szefami artystycznymi w historii Filharmonii byli: Janusz Ambros, Stanisław Michalek, Andrzej Rozmarynowicz, Bogdan Olędzki, Józef Radwan, Adam Natanek, Tadeusz Wojciechowski, Jerzy Kosek, Marek Pijarowski, Vladimir Kiradjiev.
Dyrektorem Filharmonii jest Marta Wierzbieniec.

## Charakterystyka
Na co dzień Filharmonia urządza audycje umuzykalniające w przedszkolach i szkołach, recitale i koncerty kameralne. Co tydzień koncerty 84-osobowej orkiestry ściągają wiernych melomanów z całej Polski. W 2014 w organizowanych przez Filharmonię koncertach udział wzięło 36 tys. 150 osób.